# Доротея Брауншвейг-Люнебурзька
Доротея Брауншвейг-Люнебурзька (нім. Dorothea von Braunschweig-Lüneburg, 1 січня 1570 — 15 серпня 1649) — німецька аристократка XVI—XVII століть, донька герцога Брауншвейг-Люнебургу Вільгельма та данської принцеси Доротеї, дружина герцога Пфальц-Цвайбрюкен-Біркенфельду Карла I.

## Біографія
Народилась 1 січня 1570 року у Целле. Була шостою дитиною та третьою донькою в родині герцога Брауншвейг-Люнебургу Вільгельма та його дружини Доротеї Данської. Мала старших сестер Софію й Єлизавету та братів Ернста, Крістіана й Августа. Згодом сімейство поповнилося дев'ятьма молодшими дітьми.
У батька восени 1577 року стався напад психічної хвороби, проте згодом його стан покращився.
У 16 років Доротея стала дружиною 25-літнього герцога Пфальц-Цвайбрюкен-Біркенфельду Карла I. Весілля відбулося 23 лютого 1586 у Целле. Подружжя мешкало в Ансбаху та Біркенфельді. У них народилося четверо дітей.
У грудні 1600 року Карл помер. Доротея пережила його ледь не на півстоліття і пішла з життя в Біркенфельді 15 серпня 1649 року, маючи численних онуків. Похована у Майзенгаймі.

## Родина

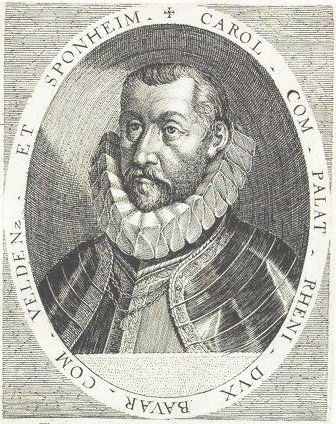
Карл Пфальц-Цвайбрюкен-Біркенфельдський, гравюра

Чоловік — Карл I Пфальц-Цвайбрюкен-Біркенфельдський
Діти:
- Георг Вільгельм (1591—1669) — пфальцграф і герцог Цвайбрюкен-Біркенфельду у 1600—1669 роках, був тричі одруженим, мав шестеро дітей від першого шлюбу;
- Софія (1593—1676) — дружина графа Гогенлое-Нойштайн-Вайкерсгайм Крафта VII, мала чотирнадцятеро дітей;
- Фрідріх (1594—1626) — чернець у Страсбурі;
- Крістіан (1598—1654) — пфальцграф і герцог Біркенфельд-Бишвейлеру у 1600—1654 роках, був двічі одруженим, мав десятеро дітей від обох шлюбів.